# チグリン酸
チグリン酸（チグリンさん、英語: tiglic acid）は、不飽和カルボン酸の一つで、ヘミテルペンに分類される天然由来の化合物である。ハズ油（クロトン油）などに含まれる。オサムシ科の甲虫の防御用分泌物からも発見されている。

## 性質
カルボキシル基に隣接する位置に炭素炭素二重結合を持ち、アンゲリカ酸とはシス・トランス異性体の関係にある。甘く暖かい感じのぴりっとした香りを持つ。香料や香水に使われる。

## 毒性
皮膚や目を刺激する。吸入すると呼吸器系に炎症を起こす原因となる。アメリカ合衆国では有害物質規制法 (Toxic Substances Control Act) のリストに記載されている。

## 歴史
1819年、ピエール・ジョセフ・ペルティエ (Pierre-Joseph Pelletier) とジョゼフ・ビヤンネメ・カヴェントゥ (Joseph-Bienaime Caventou) は、メキシコのメランチウム科の植物の一種 Schoenocaulon officinalis (現在は S. officinale) の種子から、昇華性を持つ結晶を単離した。その植物はセバジラ (cevadilla) あるいはサバジラ (sabadilla) とも呼ばれたことから、この物質はセバジラ酸（サバジラ酸）と名づけられた。その後、エドワード・フランクランドらによって1865年に合成されたメチルクロトン酸と同等であることが示された。1870年、ゴイター (Geuther) とフレーリッヒ (Fröhlich) はハズ油から酸性物質を取り出し、原料となった植物 Croton tiglium  からチグリン酸 (tiglic acid) と名づけた。こちらについても1878年にメチルクロトン酸と同じであることが示されている。
サバジラ (sabadilla) は、花粉症の治療に使用されている。